# Леписье, Алексис-Анри-Мари
Алексис-Анри-Мари Леписье (фр. Alexis-Henri-Marie Lépicier; 28 февраля 1863, Вокулёр, Франция — 20 мая 1936, Рим, королевство Италия) — французский куриальный кардинал, сервит. 94-й генеральный приор Ордена служителей Девы Марии с 13 мая 1913 по 27 мая 1920. Титулярный архиепископ Тарсо с 22 мая 1924 по 16 декабря 1935. Апостольский визитатор диоцезов Восточных Индий зависимых от Священной Конгрегации Пропаганды Веры с 11 июня 1924 по 15 апреля 1927. Апостольский визитатор Абиссинии и Эритреи с 15 апреля по 19 декабря 1927. Префект Священной Конгрегации по делам монашествующих с 17 декабря 1928 по 31 декабря 1935. Кардинал-священник с 19 декабря 1927, с титулом церкви Санта-Сусанна с 22 декабря 1927.